# Scallasis amboinae
Scallasis amboinae är en kräftdjursart som beskrevs av Charles Spence Bate 1888. Scallasis amboinae ingår i släktet Scallasis och familjen Callianassidae. Inga underarter finns listade i Catalogue of Life.